# Ангелов връх
Ангелов връх е връх в Рила с височина 2643 m.
Той е най-високият връх в Югозападна Рила. Точното му разположение е в т.нар. мощно било на северния склон. Откроява се куполообразно по вододелното било между река Илийна и река Динков дол. Издига се на югозапад от седловината Кадин гроб и връх Узуница. Южните му склонове са стръмни. Югоизточните му склонове са полегати и покрити с пасища. По северните и западните склонове има циркуси. Върхът е изграден от гранити. Името на върха е свързано с родопския хайдутин Ангел войвода.

## Други
На Ангелов връх е наречена улица в квартал „Овча купел“ в София (Карта).